# Acianthera bidentata
Acianthera bidentata är en orkidéart som först beskrevs av John Lindley, och fick sitt nu gällande namn av Fábio de Barros och V.T.Rodrigues. Acianthera bidentata ingår i släktet Acianthera och familjen orkidéer. Inga underarter finns listade i Catalogue of Life.